# Trovatori galiziano-portoghesi

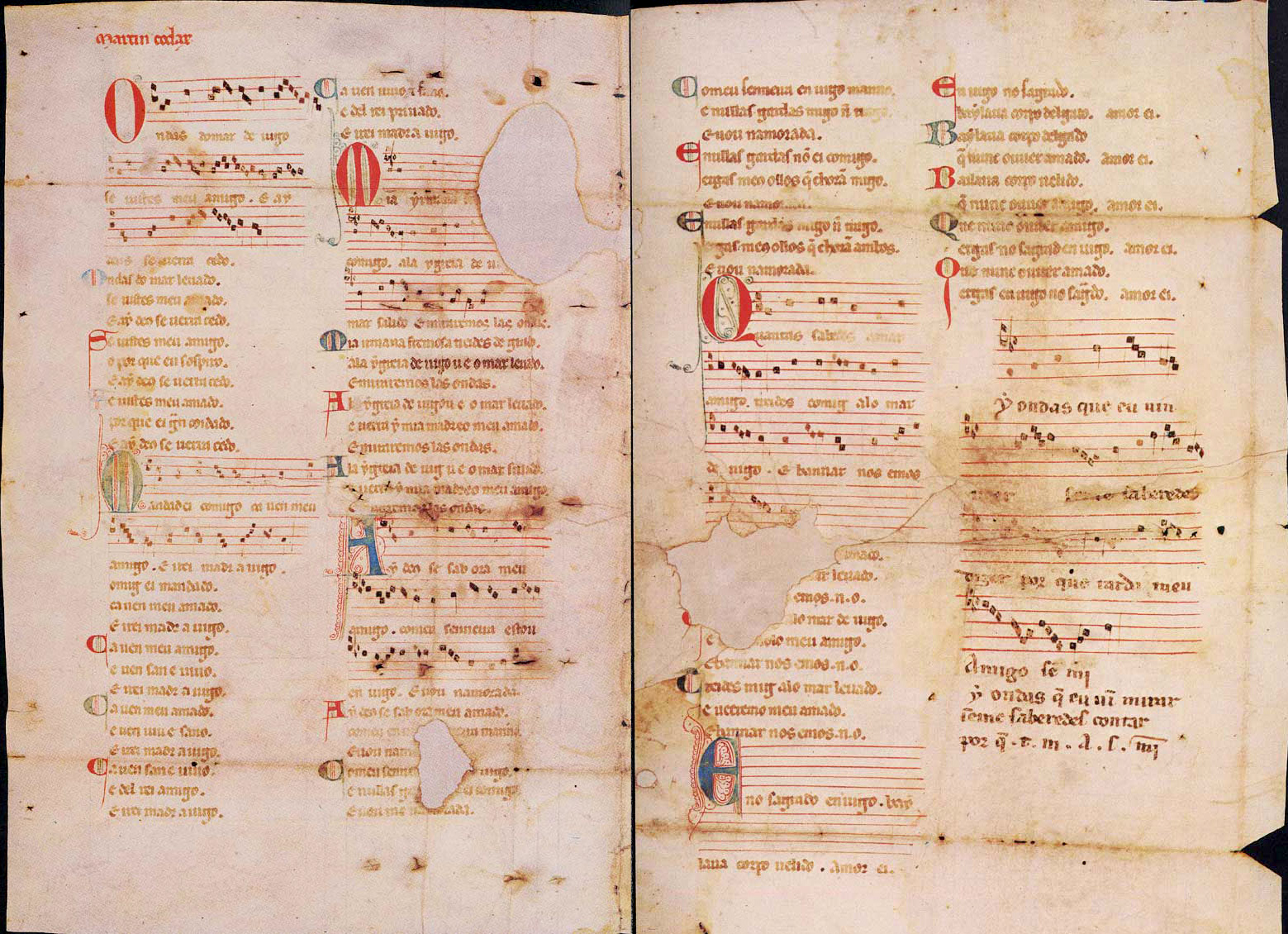
Le cantigas de amigo di Martín Codax

Qui di seguito vengono riportati i trovatori (o anche xograis) in lingua galiziano-portoghese.

## Castiglia e León
- Galisteu Fernandiz
- Gómez García
- Johan
- Johan Vasquiz de Talaveira
- Lope Díaz de Haro
- Men Rodriguiz Tenoiro
- Pero Garcia Burgalês
- Rodrigo Díaz de los Cameros

## Catalogna, Aragona, Asturie
- Fernan Soares de Quinhones
- Martin Moxa

## Galizia
- Abril Pérez
- Afonso Eanes do Coton
- Airas Paez
- Bernal de Bonaval
- Fernando Esquío
- Fernan do Lago
- Fernan Paez de Talamancos
- Garcia Perez
- Golparro
- Johan Airas de Santiago
- Johan Baveca
- Johan de Cangas
- Johan de Requeixo
- Johan Fernandez de Ardeleiro
- Johan Romeu
- Johan Servando
- Johan Zorro (galiziano o portoghese)
- Lopo
- Lopo Liãns
- Macías
- Martim Soares
- Martin de Caldas (galiziano o portoghese)
- Martín Codax
- Martin Eanes
- Mendinho
- Osoiro Eanes
- Paio Gomes Charinho
- Paio Soares de Taveirós
- Palla
- Pedro Amigo de Sevilha
- Pero da Ponte
- Pero de Armea
- Pero Eanes
- Pero Garcia de Ambroa
- Vasco Fernandez Praga

## Portogallo

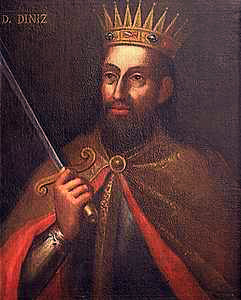
Il re Dionigi I del Portogallo

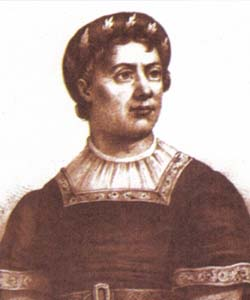
Pietro, Infante del Portogallo

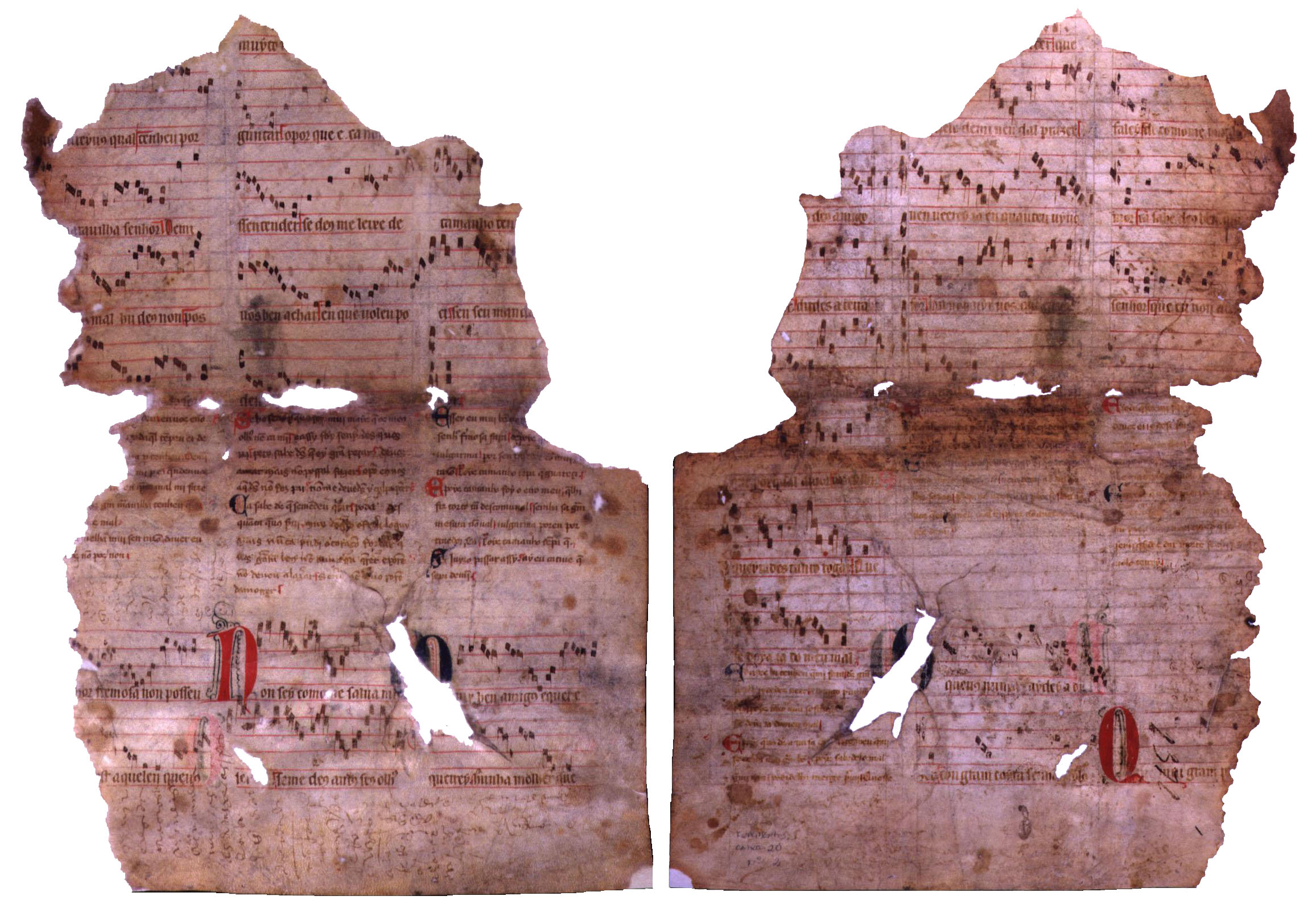
Pergamena Sharrer

Questa è una lista di trovatori nati in Portogallo e che hanno scritto le loro opere in galiziano-portoghese. 
Il re Dionigi I del Portogallo è l'unico autore di cui alcune delle sue opere si conservano insieme alla notazione musicale, nella pergamena Sharrer. Per il resto si sono conservati solo i testi, senza musica, nei seguenti canzonieri: Cancioneiro da Ajuda, Cancioneiro da Biblioteca Nacional e Cancioneiro da Vaticana.
- Afonso Lopez de Baian
- Afonso Mendez de Besteiros
- Afonso Sanches
- Airas Nunes
- Airas Peres Vuitoron
- Aires Corpancho
- Diego Pezelho
- Dionigi I del Portogallo
- Estevan Coelho
- Estevan da Guarda (di origine sconosciuta. Possibilmente aragonese o portoghese)
- Estevan Faian (Estevan Perez Froian)
- Estevan Fernandiz
- Estevan Perez Froian
- Estevan Reimondo
- Estevan Travanca
- Fernan Fernandez de Cogominho
- Fernan Garcia Esgaravunha
- Fernan Rodriguez Redondo
- Fernan Velho
- Garcia Mendiz de Eixo
- Garcia Soares
- Gil Perez Conde
- Gil Sanchez (1200-1236). Figlio naturale di Sancho I del Portogallo, attivo alla corte di Alfonso IX di León dal 1214 al 1219.
- Gonçalo Eanes do Vinhal
- Gonçalo Garcia
- João Garcia de Guilhade
- João Lobeira
- João Soares de Paiva
- João Zorro (Johan Zorro, galiziano o portoghese)
- Johan de Gaia
- Johan Garcia de Guilhade
- Johan Lobeira (possibilmente portoghese)
- Johan Mendiz de Briteiros
- Johan Perez de Avoin
- Johan Soairez Somesso
- Johan Soarez Coelho
- Johan Velho de Pedrogaez
- Josep
- Juião Bolseiro (galiziano o portoghese)
- Lourenço
- Martin Campina (galiziano o portoghese)
- Martin de Caldas (galiziano o portoghese)
- Martin de Pedrozelos
- Martin Perez Alvin
- Martin Soarez
- Men Rodrigues de Briteiros
- Nuno Fernandes Torneol
- Nuno Perez Sandeu
- Pae Calvo
- Pero Gomez Barroso
- Pero Goterrez
- Pero Larouco
- Pero Martins
- Pero Mendiz da Fonseca (possibilmente portoghese)
- Pêro Velho de Taveirós
- Pietro, Infante del Portogallo
- Pietro Alfonso, conte di Barcelos (1287 – 1354)
- Rodrigo Eanes Redondo
- Roi Gomez de Briteiros
- Roi Martinz do Casal
- Roi Paez de Ribela (galiziano o portoghese)
- Roi Queimado
- Vasco Gil
- Vasco Martinz de Resende
- Vasco Perez Pardal (possibilmente portoghese)
- Vidal

## Di origine incerta
- Nuno Eanes Cerzeo
- Nuno Fernandez de Mirapeixe
- Garcia Martinz
- Pero Mafaldo
- Picandon